# Lilia Lehner
Lilia Lehner   (n. 1978, Köln) este o actriță germană.

## Date biografice
După gimnaziu  Lilia a studiat teatru și a acumulat experiență la televiziune. Un an a studiat actorie în Los Angeles. Între anii 1998 a 2000 a revenit în Europa urmând studiul în Paris și Essen. Ea devine mai cunoscută prin rolurile jucate în filmele seriale SOKO, pentru televiziune.

## Filmografie (selectată)
- 1999: Tatort – Offene Rechnung
- 2000: Die Schule am See – Verliebt, verlobt, verheiratet
- 2001: Stiller Sturm
- 2001: Das Mädcheninternat – Deine Schreie wird niemand hören
- 2002: Die Frau, die an Dr. Fabian zweifelte
- 2002: Tatort – 1000 Tode
- 2002: Zwischen den Sternen
- 2003: Wir
- 2004: Egoshooter
- 2004: Tatort – Heimspiel
- 2005: Die Österreichische Methode
- 2005: Macho im Schleudergang
- 2005: Margarete Steiff
- 2005: Wilsberg: Todesengel
- 2006: Die Familienanwältin – Evas Kinder
- 2006: Großstadtrevier – Der Sheriff von Cranz
- 2006: SOKO Köln – Kalte Küche
- 2008–2013: SOKO Köln – rol principal ca Julia Marshall (108 episoade)